# جيمس ميرليس
جميس ميرليس (بالإنجليزية: James A. Mirrlees) من مواليد عام 5 تموز 1936 في قرية مينيغاف في اسكتلندا. وفي عام 1950 انتقل إلى قرية ساحلية في نيوتن ستيوارت. وفي سن الرابعة عشرة اكتسب حماسا غريبا في الرياضيات، وقد حصل على منحة أوكسفورد، وفي عام 1954، ذهب إلى أدنبره عام 1957، تخرج من جامعة أدنبره في اسكتلندا 1954-57 وحصل علي الماجستير في الرياضيات والفلسفة الطبيعية 1957-62 جامعة كامبردج وكلية ترينيتي 1958 وفي 1963 حصل على الدكتوراة وعمل مستشارا أكاديميا 1962-63 مع M.I.T. كما عمل في مركز الدراسات الدولية في الهند بنيودلهي، وكان أستاذا مساعدا ثم أستاذا في الاقتصاد، جامعة كامبردج 1966 1967 1968. عمل مستشارا لدولة باكستان بمعهد اقتصاديات التنمية في كراتشي، وكان يعمل كأستاذ للاقتصاد بجامعة أكسفورد عام 1995 وأستاذ الاقتصاد السياسي وأستاذ زائرا، جامعة كاليفورنيا، وفي 1989 كأستاذ زائر في جامعة ييل وزميل كلية ترينيتي جامعة كامبردج 1968-1995 زميل كلية جامعة أوكسفورد.
من أهم أعمالة «دليل تحليل المشاريع الصناعية في البلدان النامية»، و«التكاليف والفوائد الاجتماعية» 1969، و«تقييم المشاريع والتخطيط في البلدان الناميه» 1974، و«نماذج من النمو الاقتصادي» 1973 ومن أهم أوراقه «نموذجا جديدا للنمو الاقتصادي» 1962 «النمو الأمثل للتكنولوجيا عندما تتغير» يناير 1967 «الدينامية نونسوبستيتوتيون النظرية و» استعراض الدراسات الاقتصادية«يناير 1969» التقييم من الدخل القومي في الاقتصاد«استعراض التنمية في باكستان ربيع 1969» في استكشاف نظرية مثلي لضريبة الدخل" 1971 "كفاءة الإنتاج«الاستعراض للاقتصاد الأمريكي مارس 1971» شروط التجارة: بيرسون على التجارة والديون والسيولة«في اتساع الهوة، 1971 و» توافق الخطط«في نماذج النمو الاقتصادي و1973» المنتج الضريبي" 1972 "تأملات في تحليل المشاريع" 1972 "المدينة المثلى" 1972 "السياسة السكانيه والضرائب المفروضة على حجم الأسرة" 1972 " قضية ثابت عائدات الاستثمار«في ظل عدم التوزيع 1974» مذكرات عن رفاهية الاقتصاد والإعلام والشك" 1974 "النظام الضريبي الأمثل في الاقتصاد"، 1975 "أفضل توفير وفورات الحجم" 1975 " نظرية الاقتصادات المتخلفه باستخدام العلاقة بين الاستهلاك والإنتاج" 1975 "الرغبة في استنزاف الموارد الطبيعية" 1975 "أفضل هيكل للحوافز والسلطة داخل المنظمة" 1976 "«الرفاهية الاقتصادية وفورات الحجم» 1995. «المخاطر الخاصة والعامة: اقتصادات دولة الرفاه»، والاتحاد الاقتصادي 1995 و«التأمينات الاجتماعية المتغيره وتوفير التقاعد الخاص».

## روابط خارجية
- جيمس ميرليس على موقع الموسوعة البريطانية (الإنجليزية)
- جيمس ميرليس على موقع مونزينجر (الألمانية)
- جيمس ميرليس على موقع إن إن دي بي (الإنجليزية)